# Amerikaans impressionisme

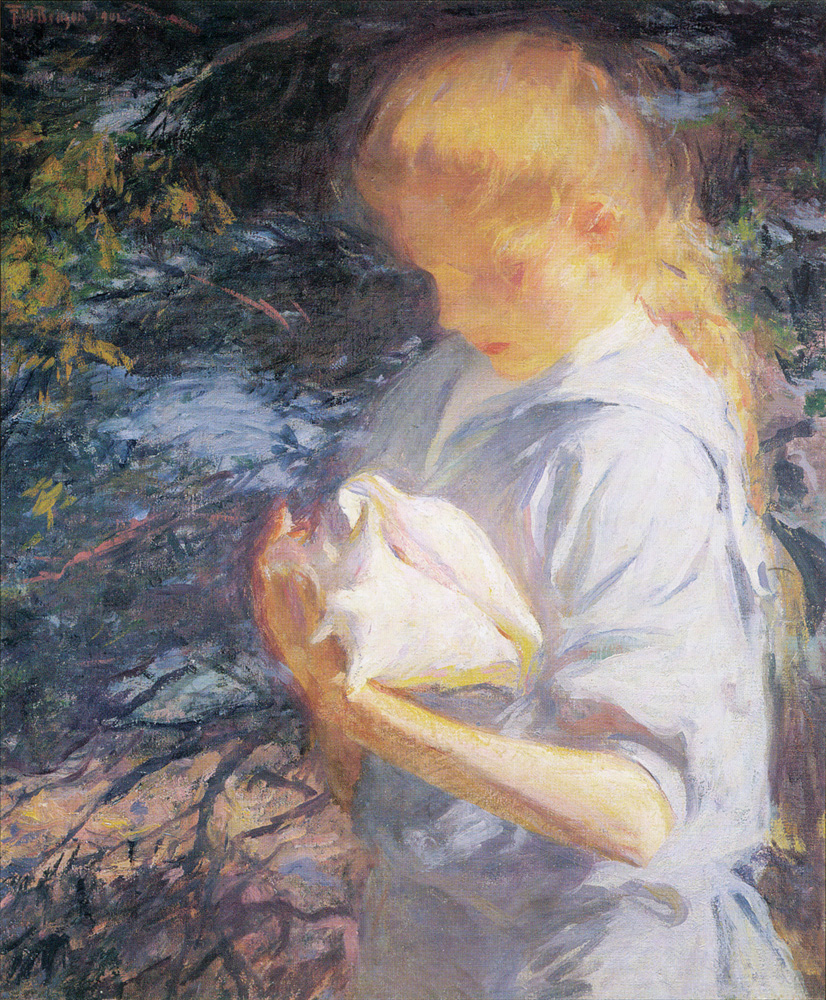
Eleanor Holding a Shell, Frank W. Benson, 1902

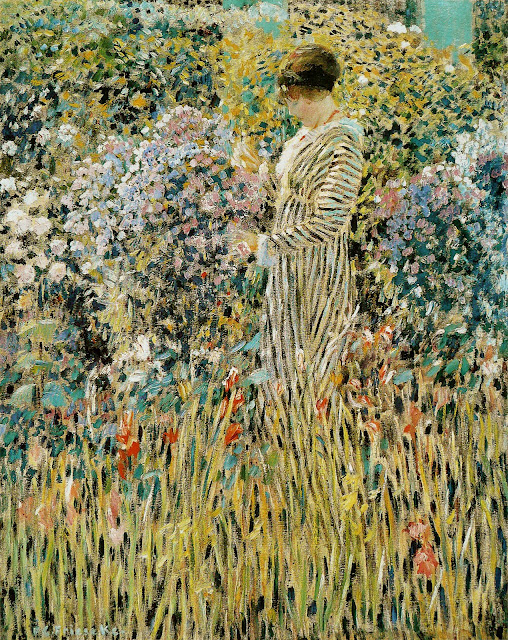
Lady in a Garden, Frederick Carl Frieseke, 1912

Het Amerikaans impressionisme is een beweging in de Amerikaanse schilderkunst van rond 1900, geïnspireerd door het door de Franse impressionisten uit de laatste decennia van de negentiende eeuw.

## Historie en typering
Het impressionisme, een stijl van schilderen die zich kenmerkt door een losse penseelvoering en levendige kleuren, werd op grote schaal bedreven onder Amerikaanse kunstenaars in de late 19e en vroege 20e eeuw.
Deze nieuwe artistieke stijl kwam op in Frankrijk rond 1860. Grote tentoonstellingen van Franse impressionistische werken in Boston en New York rond 1880 introduceerden de stijl aan het Amerikaanse publiek. Enkele van de eerste Amerikaanse kunstenaars begonnen met schilderen op impressionistische wijze na een bezoek aan Frankrijk en een ontmoeting met artiesten als Claude Monet. Theodore Robinson was een van hen, rond 1880. Anderen, zoals Childe Hassam, maakten kennis met het toenemende aantal Franse impressionistische werken op Amerikaanse beurzen. Veel invloed ging uit van de in 1897 opgerichte impressionistische kunstenaarsvereniging de Ten American Painters.
Vanaf 1890 tot 1910 bloeide het Amerikaans impressionisme op in kunstenaarskoloniën als Cos Cob.
Sommige kunstenaarskoloniën bleven bruisende centra van de impressionistische kunst tot rond 1920. Het impressionisme verloor in het algemeen zijn vernieuwende status toen in 1913 een historische tentoonstelling van moderne kunst plaatsvond in New York. De Armory Show luidde een nieuwe schilderstijl in, die werd beschouwd als een beter antwoord op de steeds snellere en meer chaotische wereld, in het bijzonder het uitbreken van de Eerste Wereldoorlog, de Grote Depressie en de Tweede Wereldoorlog.
Rond 1950, een kwart eeuw na de dood van Monet, begonnen de belangrijkste musea in de Verenigde Staten weer met tentoonstellingen van de originele Franse impressionistische schilderijen. Daarmee was het impressionisme herboren. De heropleving van de interesse in het impressionisme is onverminderd gebleven. Dit is vooral duidelijk door de voortdurende populariteit van het schilderen en plein air.

## Vertegenwoordigers
| - Mathias Alten - John Ottis Adams - Lucy Bacon - John Noble Barlow - Charles W. Bartlett - Marilyn Bendell - Frank Weston Benson - Johann Berthelsen - John Elwood Bundy - Dennis Miller Bunker - Theodore Earl Butler - Mary Cassatt - William Merritt Chase - Alson S. Clark - Colin Campbell Cooper - Joseph DeCamp - Thomas Wilmer Dewing - Frank DuMond | - John Joseph Enneking - Frederick Carl Frieseke - John Gamble - Daniel Garber - Arthur Hill Gilbert - Edmund Greacen - Richard Gruelle - Childe Hassam - Wilson Irvine - Albert Henry Krehbiel - William Langson Lathrop - Hayley Lever - Willard Metcalf - Richard Edward Miller - Robertson Kirtland Mygatt - George Loftus Noyes - Leonard Ochtman - William McGregor Paxton | - Edgar Alwin Payne - Lilla Cabot Perry - Edward Henry Potthast - Edward Willis Redfield - Robert Reid - Theodore Robinson - Guy Rose - Edward Simmons - Sueo Serisawa - Otto Stark - T. C. Steele - Edmund Charles Tarbell - John Henry Twachtman - Edward Charles Volkert - Robert Vonnoh - Clark Voorhees - Marion Wachtel - J. Alden Weir |